# جيمي ويب
جيمي ويب (بالإنجليزية: Jimmy Webb)‏ هو كاتب أغاني ومغن مؤلف وملحن وعازف بيانو أمريكي، ولد في 15 أغسطس 1946 في إلك سيتي في الولايات المتحدة.

## وصلات خارجية
- الموقع الرسمي
- جيمي ويب على موقع IMDb (الإنجليزية)
- جيمي ويب على موقع ميوزك برينز (الإنجليزية)
- جيمي ويب على موقع قاعدة بيانات برودواي على الإنترنت (الإنجليزية)
- جيمي ويب على موقع إن إن دي بي (الإنجليزية)
- جيمي ويب على موقع أول ميوزيك (الإنجليزية)
- جيمي ويب على موقع ديسكوغز (الإنجليزية)
- جيمي ويب على موقع قاعدة بيانات الفيلم (الإنجليزية)